# Скотсбург (Вирџинија)
Скотсбург (енгл. Scottsburg) град је у америчкој савезној држави Вирџинија. По попису становништва из 2010. у њему је живело 119 становника.

## Демографија
Према попису становништва из 2010. у граду је живело 119 становника, што је 26 (17,9%) становника мање него 2000. године.
| Група             | 2000.       | 2010.      |
| Белци             | 112 (77,2%) | 98 (82,4%) |
| Афроамериканци    | 24 (16,6%)  | 13 (10,9%) |
| Азијати           | 0 (0,0%)    | 0 (0,0%)   |
| Хиспаноамериканци | 9 (6,2%)    | 8 (6,7%)   |
| Укупно            | 145         | 119        |